# Relaciones España-Yugoslavia
Las relaciones entre España y la extinta nación de Yugoslavia se remontan al final de la Primera Guerra Mundial y perduran hasta la guerra civil que acabó con esta última nación. Para España, abarca los periodos de la Restauración, la Segunda República, el régimen franquista y la Segunda República en el exilio y la etapa democrática desde la Transición hasta 1992). Mientras tanto, para Yugoslavia, abarca los periodos del Reino de los Serbios, Croatas y Eslovenos, el Reino de Yugoslavia, la república socialista tras la Segunda Guerra Mundial hasta la desintegración del país en 1992.

## Historia

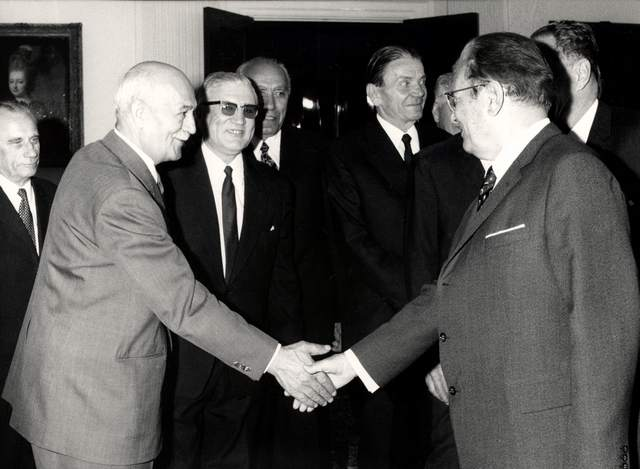
Reunión de la asociación de voluntarios yugoslavos en la guerra civil española con el presidente de Yugoslavia, Josip Broz Tito.

### Resumen
España abrió una legación en Belgrado en 1919, un año después de que se creara el Reino de Yugoslavia. Las relaciones se mantuvieron hasta 1945 cuando acabó la Segunda Guerra Mundial, pero las diferencias ideológicas entre el régimen de Franco y el de Josip Broz Tito congelaron las relaciones a nivel de embajadores. Finalmente, con la llegada de la democracia a España se restablecieron las relaciones diplomáticas.
En 1991 estalló la guerra en Yugoslavia, que se mantuvo hasta 1995, por la que los territorios de Eslovenia, Croacia y Bosnia obtuvieron la independencia, también la obtuvo Macedonia pero de forma pacífica. España retiró a su embajador en 1992 y, dada su pertenencia a la OTAN y la ONU participó en misiones, sobre todo en Bosnia, para el mantenimiento de la paz como la UNPROFOR pero también en misiones militares a través de la OTAN en 1995 y 1999. El embajador español regresó en 1996.

### Periodo de entreguerras y guerra civil española
Durante los años de entreguerras, el famoso poeta serbio Jovan Dučić (1919-1921) e Ivo Andrić (1928-1929, 1961 ganador del Premio Nobel de Literatura) se desempeñaban como embajadores de la recién fundado Reino de Yugoslavia a España. Al mismo tiempo, Kalmi Baruh se encontraba en España con una beca del Gobierno español para realizar estudios de postdoctorado de historia en el Centro Español de Estudios Históricos de Madrid. Voluntarios yugoslavos en la guerra civil española, conocidos como combatientes españoles fue un contingente de aproximadamente 2000 voluntarios que lucharon por la Segunda República Española durante la guerra civil española.

### Período de la Guerra Fría
El Departamento de Estudios Hispánicos de la Universidad de Belgrado fue fundado en 1971 mientras Luis Miguel Dominguín realizó una corrida de toros (evento protestado por un grupo de defensa de los animales) en Belgrado que atrajo a 5000 espectadores en el mismo año. Yugoslavia se negó a establecer relaciones formales con el régimen de Franco, que pospuso el nombramiento del primer embajador español en Belgrado hasta 1977. La primera visita oficial del monarca español a Yugoslavia se organizó en 1985.

### Guerras yugoslavas
En 1991, el ministro de Asuntos Exteriores de España Francisco Fernández Ordóñez propuso al Consejo de Asuntos Exteriores de la Comunidad Europea iniciar un rápido proceso de reconocimiento y ampliación con Yugoslavia como única vía para evitar la desintegración del país. España prefirió ser percibida como el jugador neutral en la región durante el conflicto, pero su política exterior en general simpatizaba con Serbia, que era percibida como el estado central del antiguo estado yugoslavo multinacional y diverso. IFue en contra de los instintos políticos españoles reconocer la independencia de Croacia y Eslovenia en el momento de Desintegración de Yugoslavia, pero como nuevo estado miembro de la Comunidad Europea, el país se mostró reacio a romper la unidad.

## Embajada
La embajada española en Yugoslavia llegó a tener una demarcación con un solo país incluido:
- República Popular de Albania: España y Albania establecieron relaciones diplomáticas el 12 de septiembre de 1986, aunque los asuntos consulares de Tirana dependieron de la Embajada española en Belgrado hasta 1993 cuando pasaron a depender de la Embajada española en Roma. Finalmente, en 2006 el gobierno español creó una Embajada de España en Albania.